# Swiatosław Richter
Swiatosław Tieofiłowicz Richter (ros. Святослав Теофилович Рихтер; ur. 7 marca?/20 marca 1915 w Żytomierzu, zm. 1 sierpnia 1997 w Moskwie) – rosyjski pianista, jeden z największych pianistów XX wieku, doskonale znany ze swoich interpretacji, wirtuozerii i bogatego repertuaru.
Był pomysłodawcą i pierwszym dyrektorem międzynarodowego festiwalu muzyki „Wieczory Grudniowe” odbywającego się od 1981 r. w Muzeum Sztuk Pięknych im. Puszkina w Moskwie.

## Życiorys
Richter urodził się w Żytomierzu na terenie dzisiejszej Ukrainy. Jego ojciec Tieofił był pianistą i organistą niemieckiego pochodzenia, grał na organach w żytomierskiej kirsze, matka była Rosjanką. Dorastał w Odessie. W dużej mierze był samoukiem, podstawowe wykształcenie muzyczne zapewnił mu uczeń ojca, czeski harfista. Już w bardzo młodym wieku Richter doskonale czytał nuty a vista i regularnie ćwiczył z miejscową operą i grupami baletowymi. Zamiłowanie do opery, śpiewu i muzyki kameralnej przejawiło się w założonych przez niego festiwalach w posiadłości wiejskiej de Meslay we Francji i w Moskwie przy Muzeum Puszkina. Później rozpoczął pracę jako akompaniator na próbach opery w Odessie.

### Wczesne lata
19 marca 1934 w klubie inżynierskim w Odessie Richter dał swój pierwszy recital. Nie rozpoczął formalnej nauki gry na fortepianie do momentu, gdy zdecydował się kształcić u Heinricha Neuhausa, sławnego pianisty i nauczyciela gry Konserwatorium Moskiewskiego. Podczas przesłuchania Neuhaus szepnął do studenta „to jest geniusz”. Chociaż Neuhaus kształcił już wielkich pianistów, mówi się, że uważał Richtera za „ucznia geniusza, na którego czekał całe swoje życie”. Czasem przyznawał się, że nie nauczył Richtera „niczego”.
Początkowo Richter próbował także kompozycji, na przesłuchaniu u Neuhausa zagrał jeden ze swoich utworów. Przerwał komponowanie, przenosząc się do Moskwy. Po latach wyjaśnił swoją decyzję następująco: „Chyba najlepiej jak mógłbym to ująć – uważam, że nie ma sensu komponowanie jeszcze więcej złej muzyki”.
W 1940 r., będąc studentem, Richter pierwszy raz publicznie wykonał szóstą sonatę Prokofjewa, kompozytora z którym był później bardzo związany. Zaczął opuszczać zajęcia w konserwatorium i w istocie został wydalony dwa razy podczas pierwszego roku nauki. Nigdy nie wstąpił do partii komunistycznej. Mógł na to mieć wpływ fakt, że jego ojciec został rozstrzelany 6 października 1941 w czasie oblężenia Odessy pod zarzutem szpiegostwa (pochodzenie niemieckie, wizyty w konsulacie niemieckim przed wojną; został zrehabilitowany w 1962).

### Okres powojenny
Richter spotkał w 1945 sopranistkę Ninę Dorliak. Wkrótce potem akompaniował jej w programie, który obejmował pieśni Nikołaja Rimskiego-Korsakowa i Prokofjewa. To było pierwsze spotkanie i związek, który zaowocował ich małżeństwem trwającym do końca ich życia.
W 1950 roku zdobył Nagrodę Stalinowską, co zaowocowało rozległymi trasami koncertowymi w Rosji, wschodniej Europie i Chinach. Richter dał swoje pierwsze recitale poza Związkiem Radzieckim w Czechosłowacji w 1950 roku. W 1952 roku został zaproszony do nagrania utworów Liszta w rosyjskim remake’u filmu „Glinka” z 1946 roku, o życiu rosyjskiego kompozytora Michała Iwanowicza Glinki. Film ukazał się pod nazwą Композитор Глинка („Kompozytor Glinka”). W rolę główną wcielił się Boris Smirnow.
W roku 1960 Richter przeciwstawił się władzom, kiedy zagrał na pogrzebie Borisa Pasternaka.
Zachód zauważył Richtera poprzez nagrania z lat pięćdziesiątych. Pierwszym ‘promotorem’ Richtera był Emil Gilels, który podczas swojego tournée po Stanach Zjednoczonych przedstawił krytykom entuzjastyczną recenzję: „poczekajcie, aż usłyszycie Richtera”.
Pierwsze koncerty odbyły się w maju 1960 roku, gdy pozwolono mu grać w Finlandii. W tym samym roku ostatecznie dostał zgodę na wyjazd do Stanów Zjednoczonych. 15 października 1960 roku zadebiutował w USA (Chicago), gdzie zagrał II koncert fortepianowy Johannesa Brahmsa z orkiestrą symfoniczną miasta Chicago pod dyrekcją Ericha Leinsdorfa – wzbudził sensację. W przeglądzie „Chicago Tribune” Claudia Cassidy – krytyk znana z okrutnych recenzji uznanych artystów – napisała, że na scenie Richter najpierw wygląda niepewnie (jakby miał być „pożarty”), ale potem siada przy fortepianie i tworzy „przedstawienie wszech czasów”. W 1960 roku Richter zakończył swój cykl koncertów występem w Carnegie Hall.
Richter był jednak niechętny koncertom w USA – począwszy od incydentu w Alice Tully Hall w 1970 roku, gdzie wystąpił z Dawidem Ojstrachem. Koncert został przerwany przez antysowieckie protesty.
W 1961 roku zagrał po raz pierwszy w Londynie. Jego pierwszy recital składał się z utworów Haydna i Prokofjewa, spotkał się z niechęcią angielskich krytyków. Szczególnie Neville Cardus podsumował grę Richtera jako „prowincjonalną” i zastanawiał się dlaczego został on zaproszony na koncert, biorąc pod uwagę, że Londyn ma pod dostatkiem pianistów „drugiej klasy”. Po występie 18 lipca 1961 roku, na którym pianista zagrał obydwa koncerty Liszta, krytycy zmienili zdanie.
W 1986 został laureatem prestiżowej duńskiej Nagrody Fundacji Muzycznej Léonie Sonning.
Chociaż Richter bardzo lubił występować dla publiczności, nie cierpiał zaplanowanych na lata naprzód koncertów. W późniejszych latach miał zwyczaj zawiadamiać o koncercie z krótkim wyprzedzeniem. Grywał przeważnie w małych salach, najczęściej zaciemnionych, z jedną niewielką lampą oświetlającą nuty.
W 1986 roku wyruszył w sześciomiesięczne tournée po Syberii, dając prawdopodobnie 150 recitali. Czasami występował w małych miasteczkach niemających nawet sali koncertowej.
Anegdota ilustruje podejście Richtera do występów w ostatniej dekadzie życia. Po przeczytaniu biografii Karola Wielkiego (Richter był zapalonym czytelnikiem) kazał wysłać swojemu sekretarzowi telegram do teatru w Akwizgranie – miasta urodzenia cesarza. Oświadczył w nim: „Maestro przeczytał biografię Karola Wielkiego i chce zagrać w Akwizgranie”. Występ odbył się wkrótce potem.
W późnych latach 80. technika Richtera pogorszyła się w pewnym stopniu, częściowo z powodu kłopotów z sercem i sędziwego wieku. Powodowało to frustrację pianisty. W ostatnich latach, jak w roku 1995, kontynuował jednak granie najbardziej wymagających utworów literatury fortepianowej: cykl Miroirs Ravela, II sonata Prokofjewa, ballada f-moll i etiudy Fryderyka Chopina.
Ostatnim nagraniem Richtera z orkiestrą były trzy koncerty Mozarta w 1994 roku z Japan Shinsei Symphony Orchestra pod dyrekcją Rudolfa Barszaja.
Ostatnie nagranie solowe odbyło się podczas zamkniętego spotkania w Lubece w Niemczech 30 marca 1995 roku. Program składał się z dwóch sonat Haydna i wariacji i fugi nt. Beethovena Maxa Regera, a także utwór na dwa fortepiany z pianistą Andreasem Lucewiczem.
Richter zmarł w swoim domu pod Moskwą na zawał serca, po długim okresie depresji spowodowanej jego niezdolnością do występów publicznych. W okresie poprzedzającym śmierć Richter uczył się sonaty fortepianowej E-dur Franza Schuberta.

## Odznaczenia
- Nagroda Stalinowska (ZSRR, 1950)[3]
- Ludowy Artysta RFSRR (ZSRR, 1955)[3]
- Nagroda Leninowska (ZSRR, 1961)[3]
- Ludowy Artysta ZSRR (ZSRR, 1961)[3][4]
- Bohater Pracy Socjalistycznej (ZSRR, 1975)[4]
- Order Lenina (ZSRR, 1965, 1975, 1985)[4]
- Order Rewolucji Październikowej (ZSRR, 1980)[4]
- Order „Za zasługi dla Ojczyzny” III Klasy (Rosja, 1995)[5]
- Państwowa Nagroda Federacji Rosyjskiej (Rosja, 1996)[3]
- Kawaler Orderu Sztuki i Literatury (Francja, 1985)[4]